# Gráfszendvics-probléma
A matematika, azon belül a gráfelmélet, valamint a számítástudomány területén a gráfszendvics-probléma (graph sandwich problem) azon gráf megkeresésének a problémája, ami egy bizonyos gráfcsaládba tartozik és két másik gráf „szendvics”-ként közrefogja; az egyik a keresett gráf részgráfja, a másiknak pedig a keresett gráf a részgráfja..
A gráfszendvics-problémák az adott gráf valamely gráfcsaládba tartozása tesztelésének problémáját általánosítják, érdekességüket alkalmazási lehetőségeik mellett az adja, hogy felismerési problémák általánosításaként tekinthetők.
A particionált próbagráf-osztályok felismerési problémája a gráfszendvics-probléma alesetének tekinthető.

## Problémafelvetés
Precízebben, vegyünk egy V csúcshalmazt, az E1 kötelező élhalmazt és a nagyobb E2 élhalmazt, ekkor a G = (V, E) gráfot akkor nevezzük a 
G1 = (V, E1), G2 = (V, E2) pár „szendvicsgráfjának”, ha
E1 ⊆ E ⊆ E2.
A Π tulajdonságra vonatkozó gráfszendvics-probléma a következőképp határozható meg:
Gráfszendvics-probléma a Π tulajdonságra:
Példány: V csúcshalmaz, E1 és E2 élhalmazok, melyekre igaz, hogy E1 ⊆ E2 ⊆ V × V.
Kérdés: létezik-e olyan G = (V, E) gráf, melyre E1 ⊆ E ⊆ E2 és G teljesíti a Π tulajdonságot?
A valamely gráfosztályra (a Π tulajdonságot teljesítő gráfokra) vonatkozó felismerési probléma megegyezik azzal a gráfszendvics-problémával, ahol
E1 = E2, tehát az opcionális élhalmaz üres.

## Számítási bonyolultság
A gráfszendvics-probléma NP-teljes, ha Π az a tulajdonság, hogy a gráf merev körű, összehasonlíthatósági gráf, permutációgráf, gyengén merev körű páros gráf vagy láncgráf (irányított kör-mentes vegyes gráf). Polinom időben oldható meg split gráfokra, küszöbgráfokra és olyan gráfokra, melyekben bármely öt csúcs tartalmaz legalább egy négy csúcs között futó feszített utat.
A bonyolultsági osztályba sorolás eldőlt a H-mentességre vonatkozó gráfszendvics-problémákra, ahol H a négy csúcsból álló gráfok egyike.

## Fordítás
- Ez a szócikk részben vagy egészben a Graph sandwich problem című angol Wikipédia-szócikk ezen változatának fordításán alapul.  Az eredeti cikk szerkesztőit annak laptörténete sorolja fel. Ez a jelzés csupán a megfogalmazás eredetét és a szerzői jogokat jelzi, nem szolgál a cikkben szereplő információk forrásmegjelöléseként.